# Das haut hin
Das haut hin ist eine deutsche Filmkomödie von Géza von Cziffra aus dem Jahr 1957 mit den Hauptdarstellern Peter Alexander, Grethe Weiser, Gunther Philipp und Margit Nünke. Die Handlung folgt über weite Strecken dem 1937 entstandenen Film Der Mann, von dem man spricht mit Heinz Rühmann.
Die Uraufführung des Films fand am 10. Juli 1957 im Ufa-Pavillon in Berlin statt. Am 30. Juni 2017 gab Alive den Film innerhalb der Reihe „Juwelen der Filmgeschichte“ auf DVD heraus.

## Handlung
Toni Matthis ist Student der Zoologie. Er studiert aber nicht aus eigenem Interesse, sondern auf Drängen seiner Tante Annemarie, die sich von ihm eine Lösung für die Reblausplage in ihrem Weingut erwartet. Toni kümmert sich aber nur wenig um sein Studium. Er feiert lieber mit seinen Freunden in der Wohnung, die ihm, samt Aufpasser und Diener Hassler, von seiner Tante zur Verfügung gestellt wurde.
Als Toni wegen einer wieder einmal versäumten Prüfung von der Universität ausgeschlossen wird, platzt seiner Tante der Kragen – sie verlangt, dass er nun selbst für seinen Lebensunterhalt sorgen müsse, und legt ihm die Heirat mit einer der zwar wenig attraktiven, aber dafür reichen Blank-Schwestern nahe.
Unwillig fügt sich Toni und schießt, um eine Auswahl zu treffen, im Garten auf die Bilder der Blank-Schwestern. Sein Schuss geht jedoch an den Bildern vorbei und trifft die gutaussehende Trapezkünstlerin Bianca, die dabei zum Glück unverletzt bleibt. Die beiden verlieben sich ineinander und wollen heiraten. Zirkusdirektor Zaretti, der Vater seiner Angebeteten, will seine Tochter der Familientradition entsprechend aber nur einem Artisten zur Frau geben, und Löwendompteur Carossa wäre auch gerne ihr Bräutigam.
Mit Hilfe von Hassler versucht Toni nun alles, um ein Artist zu werden. Er probt mit Hassler die verschiedensten Kunststücke, die jedoch sämtlichst schiefgehen. Als Carossa als Dompteur ausfällt, soll Toni Biancas Vater beweisen, was in ihm steckt. Hassler ersinnt den Ausweg, in Löwenkostüme gesteckte Clowns in der Manege auftreten zu lassen. Der eifersüchtige Carossa, der Wind von dem Plan bekommt, vereitelt das jedoch, und so singt Toni am Ende ohne sein Wissen sogar inmitten von echten Löwen in der Manege Das tu’ ich alles aus Liebe vor einem begeisterten Publikum. Der schönste Lohn für ihn ist jedoch, dass Zaretti nichts mehr gegen eine Verbindung seiner Tochter mit ihm einzuwenden hat.

## Lieder
Für die Choreografie war Robby Gay verantwortlich, die Liedtexte stammen von Kurt Feltz, die Musik von Heinz Gietz. Das Arrangement lag beim Orchester Kurt Edelhagen. Außerdem traten auf: Die Moonlights, Die Comedians und das Lucas Trio.
- Das tu’ ich alles aus Liebe, Foxtrott (kam in den deutschen Charts bis Position 3)
- Ein bißchen mehr, Foxtrott (kam in den deutschen Charts bis Position 4)
- Ole Babutschkin, Foxtrott

## Weiteres
Die Zirkusszenen wurden in Ost-Berlin gedreht, weil dort der Zirkus Barlay gastierte, der vertragsbedingt die Löwen für die Produktion zur Verfügung stellte. Peter Alexander erfuhr erst vor Ort, dass er zusammen mit einem echten Löwen vor der Kamera stehen sollte. Nach sechs Tagen waren die Szenen mit dem Löwen beendet und Alexander kommentierte: „Der fand mich offenbar ungenießbar. Ich hätte nie gedacht, dass mich eine solche Reaktion von einem Filmkollegen einmal so freuen könnte.“

## Kritiken
Die Filmkritik bei(m) kabeleins/Filmdienst fiel äußerst negativ aus. Dort hieß es: „Langweiliger musikalischer Schwank mit einfallslosen Schlagern und verkrampfter Komik.“
Manfred Hobsch hingegen stellte in seinem Werk Liebe, Tanz und 1000 Schlagerfilme, 1998 fest: „Spritzige Tanz- und Musikunterhaltung und dazu viele Lieder, die zu Schlagern werden dürften.“